# Leucandra erinacea
Leucandra erinacea är en svampdjursart som beskrevs av Lendenfeld 1888. Leucandra erinacea ingår i släktet Leucandra och familjen Grantiidae.
Artens utbredningsområde är havet kring Australien. Inga underarter finns listade i Catalogue of Life.